# Ерки Катаја
Ерки Олави Катаја (фин. Erkki Olavi Kataja; Кусанкоски, 19. јун 1924 — Кусанкоски, 27. април 1969) је фински атлетичар специјалиста за скок мотком.
На првом великом међународном такмичењу у каријери Летњим олимпијским играма 1948. у Лондону, освојио је сребрну медаљу. После четири године поново учествује на Олимпијским играма пред домаћом публиком, али постиже само пласман на 10 место.
Био је првак Финске 1947—49, а лични рекорд 4,27 постигао је 1950. године.